# NGC 5359
NGC 5359 (również ESO 66-SC4) – gromada otwarta znajdująca się w gwiazdozbiorze Cyrkla. Odkrył ją John Herschel 17 maja 1835 roku. Jest położona w odległości ok. 8,2 tys. lat świetlnych od Słońca.